# Bale (Norfolk)
Bale – wieś w Anglii, w hrabstwie Norfolk, w dystrykcie North Norfolk. Leży 36 km na północny zachód od Norwich i 172 km na północny wschód od Londynu.
W 2001 miejscowość liczyła 261 mieszkańców.